# Maroquinerie Thomas
 (mars 2023).
Le Groupe Maroquinerie Thomas (ou Maroquinerie Auguste Thomas), créé en 1937 par Auguste Thomas, est une entreprise familiale spécialisée dans la sous-traitance de maroquinerie pour de grandes marques de luxe et dont le siège social est à Paris. 

## Histoire
Maroquinerie Thomas est une entreprise française spécialisée dans la fabrication de maroquinerie,, fondée en 1937 par Auguste Thomas.
En 1937, Auguste Thomas fonde son propre atelier de maroquinerie en affaire personnelle. Au fil des années, il développe son activité et se spécialise dans la production de pièces haut de gamme. En 1966, l'entreprise commence à travailler en sous-traitance pour de grandes maisons du luxe.
En 1976, Thierry Thomas, petit-fils d'Auguste Thomas, rejoint l'entreprise. Après le décès de son père, Thierry Thomas devient le nouveau PDG de l'entreprise. La même année, Yann Thomas, arrière petit-fils d'Auguste Thomas, rejoint l'entreprise en tant que Directeur des opérations[réf. nécessaire].

### Expansion du groupe
La Maroquinerie Thomas est une entreprise qui a poursuivi sa croissance en effectuant plusieurs acquisitions et en agrandissant ses sites. En 1994, l'entreprise a racheté la Maroquinerie Marjo, suivie de l'agrandissement de son site historique, les Ateliers d'Armançon en 1998, et de la création de la Maroquinerie de Saulieu en 1999. L'usine de Marjo a été reconstruite en 2001, et en 2002, la Maroquinerie Selmo-Jelen a été acquise et reconstruite en 2007. Les sites de Saulieu, Marjo et des Ateliers d'Armançon ont été agrandis en 2012. En 2018, c'est au tour du site de Selmo-Jelen de s'agrandir. En 2019, la Maroquinerie d'Arras a été créée,, suivie de la création de la Maroquinerie de Mâcon en 2020, ainsi que de l'entité MAT Services regroupant l'ensemble des fonctions supports et stratégiques du groupe, respectivement à Mâcon et à Semur-en-Auxois. Enfin, en 2022, la Manufacture de Chalon a ouvert ses portes à Chalon-sur-Saône.

## Autres entreprises du groupe
- Les Ateliers d’Armançon à Semur-en-Auxois ouverts depuis 1971 et comprenant environ 600 employés
- La Maroquinerie de Saulieu à Saulieu ouverte depuis 1999 et comprenant environ 200 employés
- La Maroquinerie Marjo à Montmirail rachetée depuis 1994 et comprenant environ 200 employés
- Selmo-Jelen à Bapaume rachetée depuis 2002 et comprenant environ 300 employés
- La Maroquinerie de Mâcon à Mâcon ouverte depuis 2020 et comprenant environ 150 employés
- La Maroquinerie d’Arras à Arras ouverte depuis 2019[12] et comprenant environ 300 employés
- La Manufacture CTS à Auxerre rachetée en 2018 [13]et comprenant environ 60 employés
- La Manufacture de Chalon à Chalon-sur-Saône ouverte en 2022 et comprenant environ 100 employés
- MAT Services créé en 2020 à Semur-en-Auxois et comprenant environ 100 employés

L'ensemble du groupe compte, en 2023, près de 1800 employés répartis sur 8 sites de productions en France